# Wide White Space Gallery

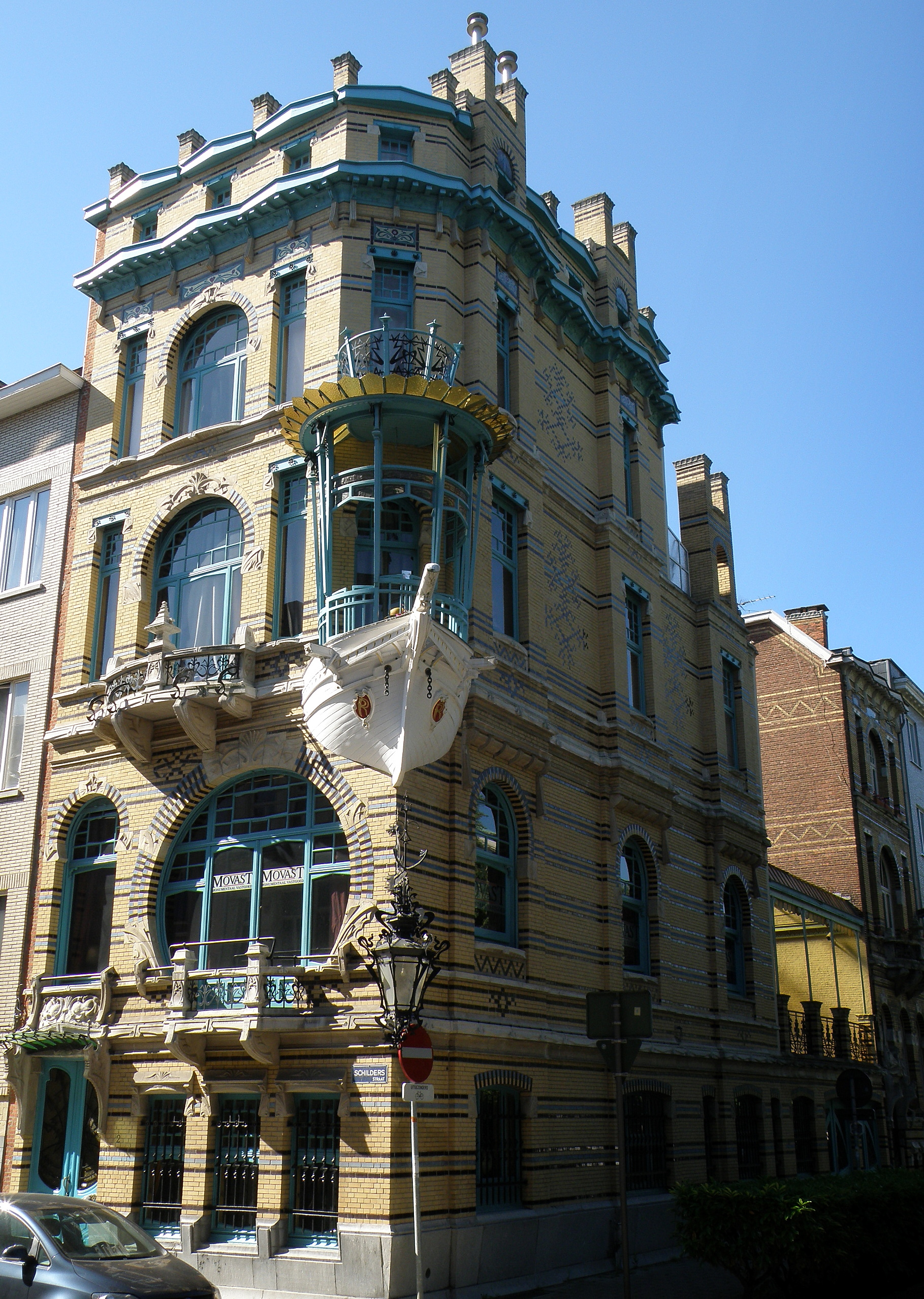
Pand "'t Bootje" (hoek Schildersstraat/ Plaatsnijdersstraat, Antwerpen) waar Wide White Space Gallery op het gelijkvloers gevestigd was. (2010)

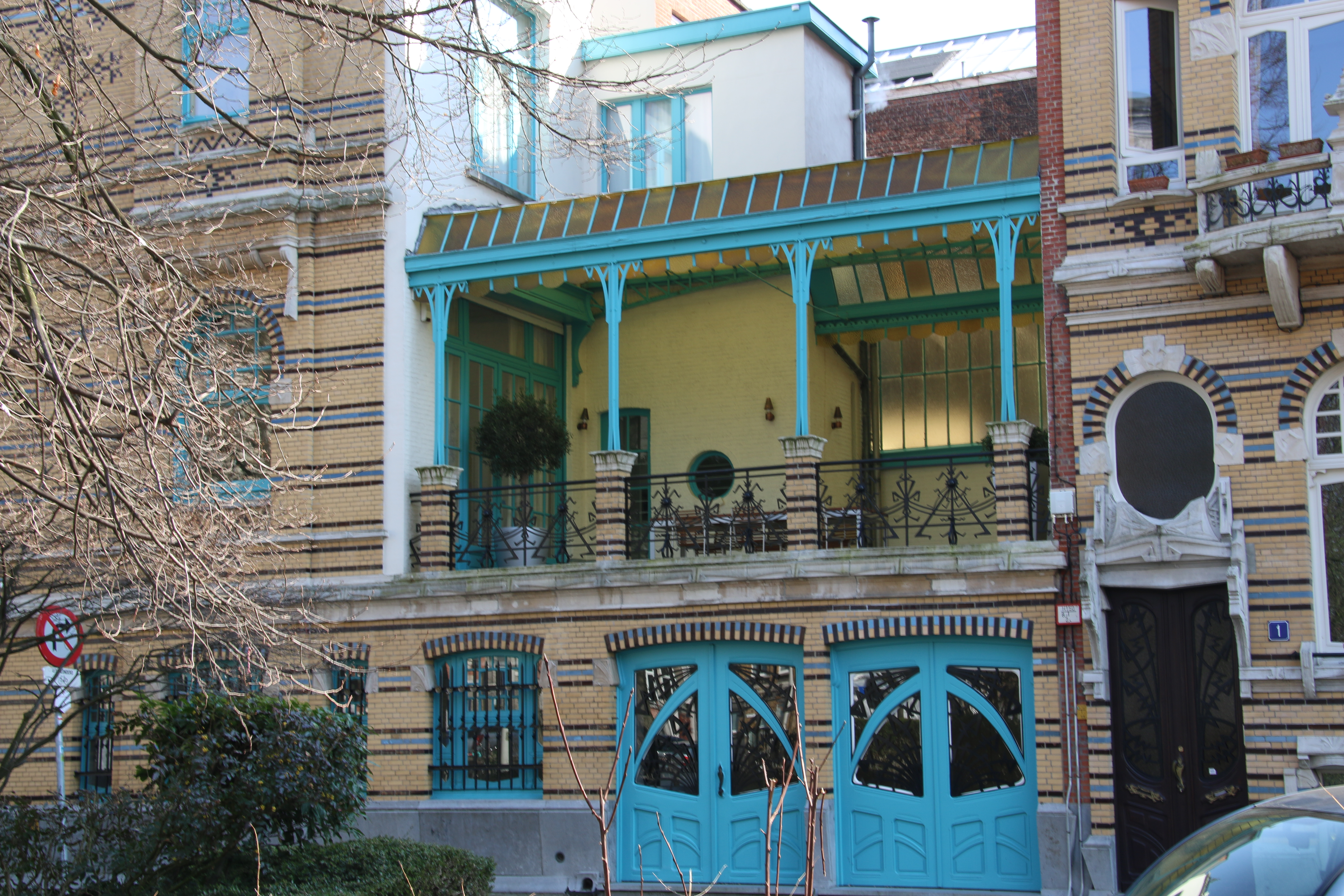

Wide White Space Gallery of kortweg Wide White Space was een Antwerpse galerie, opgericht door kunstcritica Anny De Decker en haar man, kunstenaar Bernd Lohaus. De galerie was geopend tussen 1966 en 1976.
De galerie richtte zich op avant-garde en hedendaagse kunst. De galerie gaf kunstenaars als Daniel Buren, Christo, Gerhard Richter, Carl Andre, Panamarenko en Marcel Broodthaers een eerste kans om hun werken in België tentoon te stellen. Veel van de kunstenaars die in de jaren '60 en '70 door kunstinstellingen genegeerd werden, en in Wide White Space hun eerste kansen kregen om werk te tonen, zijn nu uitgegroeid tot iconen van de Moderne kunst.

## Geschiedenis

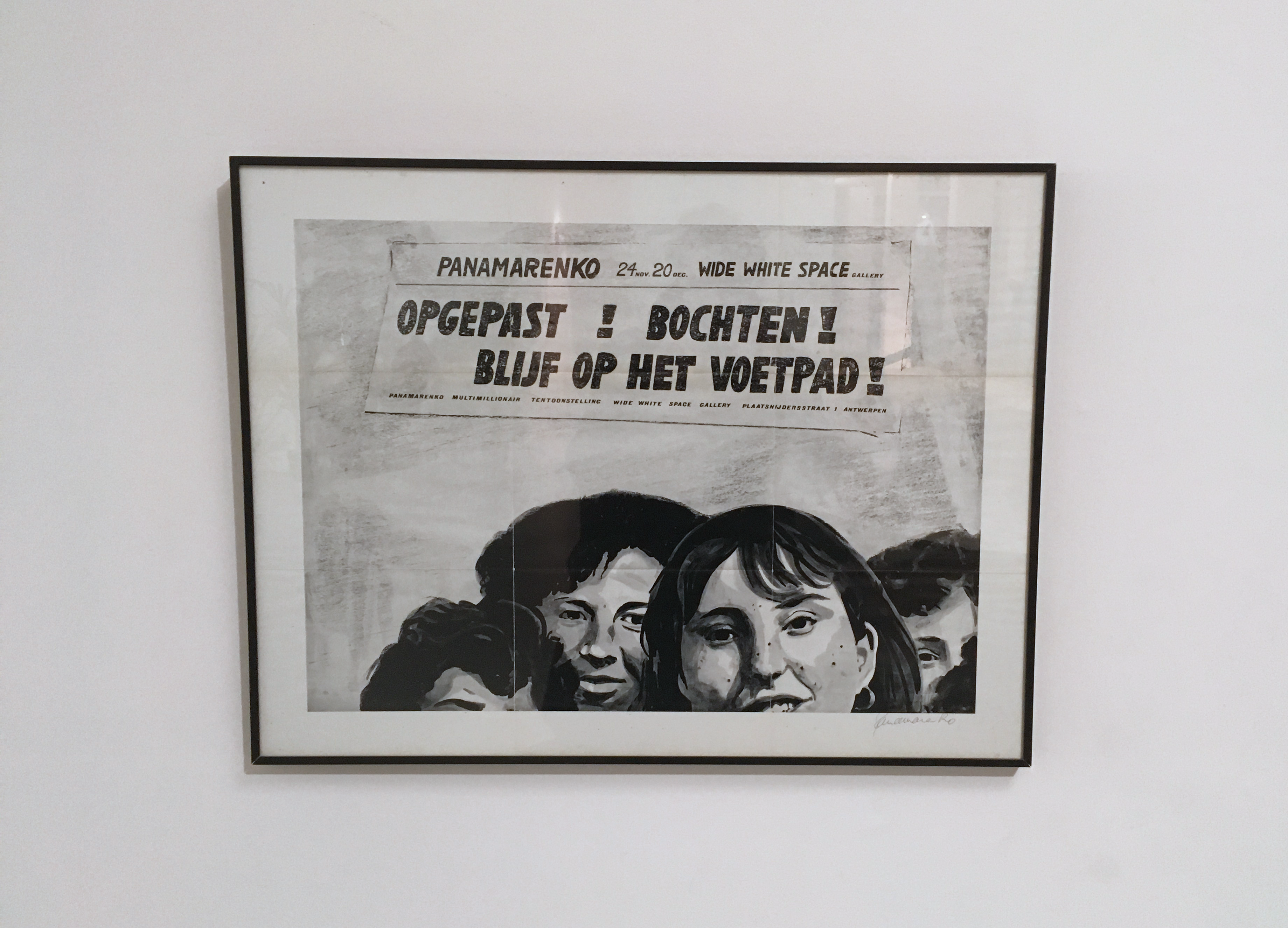
Affiche voor een tentoonstelling van Panamarenko in 1967. De kunstenaar schilderde de affiche zelf. (2020)

Door een gebrek aan interesse van grote musea voor jonge en avant-gardistische kunstenaars richtten kunsthistorica Anny De Decker en haar man Bernd Lohaus, leerling van kunstenaar Joseph Beuys, op 18 maart 1966 de galerie Wide White Space op. Het was de bedoeling om een eigen ruimte te hebben waar in vrijheid happenings konden gehouden worden. De galerie was gevestigd achter het Koninklijk Museum voor Schone Kunsten Antwerpen in de Plaatsnijdersstraat op het Antwerpse Zuid. Het gelijkvloers van het pand "'t Bootje", een iconisch art-nouveaupand uit 1901 door architect Frans Smet-Verhas met een scheepsromp als erker, was kenmerkend vanwege zijn hagelwitte muren waaraan de galerie haar naam ontleende. De witte ruimte was een statement voor de autonomie van het kunstwerk dat op zichzelf moest kunnen staan. De galerie bleef in hetzelfde hoekpand gehuisvest, maar wijzigde in 1968 het officiële adres naar Schildersstraat 2.
Wide White Space organiseerde tentoonstellingen, performances, in situ-werken en filmavonden van nationale en internationale avant-gardistische kunstenaars.
De galerie opende op 18 maart 1966 met de tentoonstelling Milky Way Happening met werken en happenings van Bernd Lohaus, Panamarenko en Hugo Heyrman. Als reactie op de vernissages in traditionele galeries en in een poging om kunst dichter bij de mensen te brengen werd, op initiatief van Anny De Decker, buiten bij de ingang van de galerie een ijskar gezet en kreeg iedere bezoeker een ijsje aangeboden. Bij de opening van Marcel Broodthaers Moules Œufs, Frites, Pots Charbon op 26 mei 1966 werd deze actie herhaald met frieten. Door de goede banden met de Duitse galeriehouder Alfred Schmela werden de werken van de Amerikaanse kunstenaar Christo in 1967 tentoongesteld in Wide White Space.
De galerie nam in 1968 en 1969 deel aan PROSPECT in Düsseldorf. Tijdens deze tentoonstelling van avant-garde kunst in Kunsthalle Düsseldorf presenteerde Wide White Space werk van Joseph Beuys en David Lamelas. Voor de stand van de galerie creëerde Beuys onder andere de met vilt beklede vleugelpiano.
Op 9 februari 1968 voerde Jospeh Beuys in samenwerking met muzikant Henning Christiansen de performance Eurasienstab (Eurazische Staf), die ze in 1967 reeds hadden opgevoerd in Wenen, op in Wide White Space. Met de Eurasienstab, een lange staf uit koper die symbool staat voor de staf van zowel de priester, de herder als de sjamaan, voerde Beuys een ritueel op om de vier windrichtingen terug met elkaar te verbinden. De 82 minuten durende performance werd gefilmd op 16mm-film.
Op 18 april 1969 opent de tentoonstelling James Lee Byars at Wide White Space Gallery van de Amerikaanse kunstenaar James Lee Byars. De tentoonstelling bestond uit verschillende performances van Byars. De Wide White Space Gallery was voor de gelegenheid helemaal roze geschilderd en de bezoekers werden verplicht hun schoenen uit te doen. De kunstenaar gaf de bezoekers, die onderdeel waren van de acties, steeds strikte instructies mee. De eerste was 75 in a Hat, een rode 'hoed' die 75 mensen tegelijkertijd kunnen dragen. Van 25 april tot 1 mei werd A Pink Silk Airplane for 100 opgevoerd, een roze zijde doek met 100 openingen waar mensen hun hoofd door konden steken. In de galerie was een "gat" in de muur waarachter James Lee Byars zich bevond. Tijdens 1000 Minutes of Attention or 1/2 An Autobiography of James Lee Byars konden bezoekers zich naar de muur begeven en las Byars hen enkele passages uit zijn autobiografie voor. De 200 pagina's tellende autobiografie werden na de tentoonstelling gebundeld tot een boek. Tijdens deze tentoonstelling ontmoette de kunstenaar Flor Bex, directeur van het Internationaal Cultureel Centrum (ICC) en later van het M HKA.
Tussen 1969 en 1974 maakte Daniel Buren vijf versies van het in situ-werk Travail in situ. Op het onderste gedeelte van de buiten- en binnenmuren van de galerie plakte Buren de affiche die dienst deed als uitnodiging van de tentoonstelling. Aan de ene kant stond informatie over de tentoonstelling, aan de andere kant waren strepen gedrukt, afwisselend wit en een kleur, van 8,7 cm. Door de affiches naadloos tegen elkaar te plakken ontstond een lange band met strepen die vanbuiten naar binnen liep. De galerieruimte was, op de deels beplakte muur na, volledig leeg. Het werk was niet meer dan verschillende uitnodigingen. Bovendien bestond het werk slechts voor de duur van de tentoonstelling. De kleur van het werk werd iedere keer gekozen door galeriste Anny De Decker. In 1969 werd geopteerd voor groen, in 1971 voor rood, geel in 1972, blauw in 1973 en in 1974 bruin.
Begin jaren zeventig waren Anny De Decker en Bernd Lohaus de conceptuele kunst beu geraakt, ze hadden het gevoel steeds dezelfde dingen terug te zien. Daarop werd in de Brusselse winkelgalerij Le Bailli in 1973 een tweede galerie geopend. Hiermee wilden ze opnieuw actie genereren, hopend dat de kunstenaars in een andere ruimte iets anders zouden doen. Vanaf eind 1973 werden er minder tentoonstellingen georganiseerd.
In 1974 toonde de Amerikaanse kunstenaar Bruce Nauman het werk Wall with Two Fans in Wide White Space, een hoge wand die de ruimte in twee verdeelt met in elke hoek een ventilator.
In mei 1975 stopte Anny De Decker met Wide White Space. Enerzijds was er minder tijd om de galerie uit te baten door familiale redenen. Anderzijds was er het gevoel dat de periode van experimenteren met conceptuele kunst voorbij was. Conceptuele kunst had erkenning gekregen en de grenzen van wat als kunst beschouwd kon worden leken bereikt te zijn. Na lang aandringen van de groep mensen rond Wide White Space organiseerde De Decker in mei 1976 een tentoonstelling met Richard Long. Een allerlaatste tentoonstelling, onder druk van hun vrienden, met Lawrence Weiner in mei 1977 betekende het definitieve einde van Wide White Space Gallery.

## Na 1976
Het MoMA in New York heeft vijf prints van de Travail in situ-reeks van kunstenaar Daniel Buren opgenomen in de vaste collectie. Het betreft vijf gevouwen, dubbelzijdig bedrukte litho's uit 1969, 1971, 1972, 1973 en 1974.
Van oktober tot december 1994 liep er in het Paleis voor Schone Kunsten in Brussel de tentoonstelling Wide White Space : achter het museum, 1966-1976 = Wide White Space : derrière le musée, 1966-1976 die de geschiedenis van White Wide Space liet zien. In 1996 verhuisde de tentoonstelling naar Marseille waar ze onder dezelfde naam geopend was van april tot mei in het MAC, galeries contemporaines des Musées de Marseille.
In 1997 richtte het Antwerpse Middelheimmuseum als hommage aan Wide White Space het Braem-paviljoen in met werken van kunstenaars als Richard Long en Joseph Beuys die verwijzen naar de galerie.
Tijdens de expo Textiles: Kunst en het Sociale Weefsel in 2010 in het Museum voor Hedendaagse Kunst Antwerpen werd de film James Lee Byars: een Amerikaans kunstenaar van Jef Cornelis getoond. De film gaat over Byars performances in Wide White Space in 1969.
Op 19 april 2012 kreeg Anny De Decker in Keulen de Art Cologne Preis overhandigt. Wide White Space won de prijs 35 jaar na sluiting door de promotie van de avant-garde door de galerie en de blijvende impact die ze verwierf.

## Tentoonstellingen en geëxposeerde werken (selectie)
- Marcel Broodthaers, Moules oeufs frites pots charbon, 26 mei tot 26 juni 1966 [10]
- Hugo Heyrman en Panamarenko, De Première van de Hersenexpansie in Kleuren!, 1966 [11]
- Panamarenko, Opgepast! Bochten! Blijf op het voetpad!, 24 november tot 20 december 1967 [12]
- Marcel Broodthaers, Le Corbeau et le Renard, 1968 [13]
- Daniel Buren, Travail in situ (groen), 1969
- Carl Andre, Artschwager, Bollinger, Walter De Maria, Sol LeWitt en Bruce Nauman, Young American Artists, maart 1969 [14]
- James Lee Byars, James Lee Byars at Wide White Space Gallery, 18 april tot 7 Mei 1969 [4]
- Christo, Wrapped Floor and Stairway, 1969 [15]
- Georg Baselitz, 7 november tot 3 december 1970 [16]
- Daniel Buren, Travail in situ (rood), 11 mei tot 5 juni 1971
- Robert Filliou, 15 works of Robert Filliou to be looked upon as"", 4 november tot 2 december 1971 [17]
- Daniel Buren, Travail in situ (geel), 1972
- Marcel Broodthaers, Seance de Projections - Films - Dias, 13 januari 1973 [18]
- Daniel Buren, Travail in situ (blauw), 1973
- Daniel Buren, Travail in situ (bruin), 1974
- Bruce Nauman, Wall with Two Fans, 1974
- Carl Andre, Carl Andre at Wide White Space, 10 januari tot 4 februari 1974 [19]
- Marcel Broodthaers, Ne dites pas que je ne l'ai pas dit/ Zeg niet dat ik het niet gezegd heb, 19 september 1974 [20]
- A. R. Penck, 21 november tot 23 december 1974 [21]
- Baselitz, Joseph Beuys, Marcel Broodthaers, James Lee Byars, Edward Kienholz, Bruce Nauman, Panamarenko, A.R. Penck en Philippe Van Snick, Tekeningen Drawings, 8 januari tot 1 februari 1975 [22]
- Peter Downsbrough, Peter Downsbrough in Wide White Space, 3 tot 22 februari 1975 [23]
- Niele Toroni, Travail/ Peinture, 26 februari 1975 [24]
- David Lamelas, CAST, 19 maart tot 14 april 1975 [25]
- Philippe Van Snick, Symmetrische Tekeningen, 18 mei tot 15 juni 1975 [26]